# Česká čejka
Česká čejka je plemeno holuba domácího, jedná se o český národní ráz barevného holuba čejky. Česká čejka patří mezi holuby okrasné svým opeřením a pernatými ozdobami, chová se v rousné i bezrousé variantě, které dále mohou být chocholaté i hladkohlavé. V Česku je to nejrozšířenější plemeno barevných holubů. Je to jediné plemeno holubů, které se chová též v barevném rázu kropenka.

## Popis
Česká čejka je malý holub středně silného polního typu. Hlava je lehce zaoblená, zobák je slabší, jeho horní polovina je u černých a modrých ptáků černá, u stříbřitých světle rohová a u červených a žlutých rázů narůžovělá. Dolní čelist je u všech rázů světlé až narůžovělé barvy. Ozobí je jen nepatrné. Oko je vždy tmavé, obkroužené uzoučkou červenou obočnicí. Česká čejka může mít chocholku, ta je široká, lasturovitá a zakončená postranními růžicemi. U hladkohlavých čejek chocholka chybí.
Krk je spíše kratší, s dobře vykrojeným hrdlem. Hruď je široká a hluboká, křídla jsou široká, dobře přiléhají k tělu a jejich letky se nad ocasem nekříží. Nohy jsou kratší, s červenými běháky. Rousné čejky mají běháky opeřené hustým a dlouhým plným rousem, který je uspořádaný do půlkruhu a zcela vyplňuje prostor mezi hrudí a nohama, z  lýtek vyrůstají supí pera.
Opeření je široké, husté, pružné, hladké a přiléhající. Důležitým znakem čejky je její kresba: trup je celý bílý, barevná jsou pouze křídla s vykrojením na horní části štítů ve tvaru srdce a tzv. kapka, čelní skvrna velikosti mandle, nasazené užším koncem ke kořenu zobáku, která však nezasahuje oči. U rousných je barevný též rous, ale supí pera mají být bílá. Barvy jsou syté, čisté a rovnoměrně rozložené, žádoucí je svit a výrazný lesk u černé, červené i žluté barvy.
Česká čejka se tělesným typem poněkud odlišuje od jiných rázů čejek, je menší a kompaktnější než německé čejky a její obočnice jsou červenější. Zatímco česká čejka může být rousná i bezrousá, saská čejka je pouze rousná a durynská pouze bezrousá. Slezská čejka nikdy nemá chocholku.
Podobným plemenem holuba je durynský či saský vlaštovák, který se od čejky liší odlišnou kresbou hlavy, barevná skvrna je větší, širší a zasahuje i oči.

## Barevné a kresebné rázy české čejky
Česká čejka se chová v následujících barevných a kresebných rázech: plnobarevné čejky se chovají v černé, červené a žluté barvě, bepruhé, pruhové a kapraté kresebné rázy mají barvu modrou a stříbřitou, bělopruhé a šupkaté mohou být černé, modré, stříbřité, červené nebo žluté. Originálním rázem je kresba kropenky, toto zbarvení se u jiného plemene holubů nevyskytuje a v Německu je to právě česká čejka kropenka, která je považována za samostatné plemeno česká čejka. Kresbu kropenky tvoří pravidelně střídající se barevná a bílá pera ve štítech křídel, na letkách a v rousech. Dokonalé pravidelnosti se dosahuje uměle, opakovaným vytrháváním barevných per. Je-li barevné pero asi 3x vytrženo, doroste pero bílé.